# 僱員補償援助基金
僱員補償援助基金根據《僱員補償援助條例》（第 365 章）設立。基金由僱員補償援助基金管理局管理，經費主要來自僱主在購買僱員補償保險時，根據《僱員補償保險徵款條例》（第 411 章）的規定所繳交的徵款。
然而，此基金只會向「已用盡一切法律及財政上可行的方式，仍無法向僱主或其保險人追討到應得的補償或損害賠償」的工傷工友提供援助，亦即代表此基金根本對工友工傷期間的經濟狀況並無任何幫助。壓力團體如街工積極要求香港政府於短期內應重新審視該基金。

## 申請資格
工傷僱員必須符合下列兩項條件，方可向基金提出申請。
1. 有關的工傷意外必須是在一九八四年一月一日或以後發生
2. 僱員或合資格人士在用盡一切法律及財政上可行的途徑後，仍無法向僱主追回其應得的僱員補償及/或損害賠償

## 申請方法
所有申請必須按照管理局指明的方式及格式以書面方式向管理局提出。申請者須就以下兩種項目分別遞交申請：
- 未獲支付的僱員補償申請由基金付款
- 未獲支付的損害賠償向基金申請濟助付款

管理局在審定申請人的申請資格及可從基金收取的款項後，會將其決定以書面通知申請人及其他相關人士。

### 所需文件
就未獲支付的僱員補償提出申請，申請人須提供下列文件的副本：
- 在香港具有司法管轄權的法院或審裁處的判決或命令；或
- 由勞工處處長所簽發的「補償評估證明書」 或「覆檢補償評估證明書」；或
- 由勞工處處長所簽發的「致命個案補償評估證明書（表格 21）或「致命個案補償評估審核證明書」；或
- 如屬於醫療費用的申請，由勞工處處長根據《僱員補償條例》第 10B（1）或（2）條所簽發的證明書；或
- 如屬於殯殮費和醫護費的申請，由勞工處處長所簽發的「殯殮費和醫護費證明書」或「殯殮費和醫護費審核證明書」；及
- 其他有助於管理局進行審核的文件。

就未獲支付的損害賠償申請濟助付款，申請人須提供下列文件的副本：
- 在香港具有司法管轄權的法院的判決或命令；及
- 其他有助於管理局進行審核的文件。

## 管理局代位權
申請人獲基金支付款項後，他就該筆款項所享有的一切權利及補救（以不超逾所收數額為限），便會轉讓給及歸屬管理局。

## 管理局查訊
管理局收到申請後，須進行認為需要的查訊，以便就申請作出決定。申請人有責任協助管理局進行查訊，並按要求在指定時間內提供所需資料，否則，管理局可決定申請人無權獲基金付款。此外，管理局如認為有需要的話，亦可向有關僱主、承保人及任何其他與申請有關連的人士進行查訊或要求提供資料。 

## 申請否決上訴
申請人如對管理局就其付款申請的決定感到不滿，可在法院對管理局以訴狀的形式提出訴訟。

### 注意事項
因工受傷僱員或合資格人士可在區域法院展開訴訟追討僱員補償，或在區域法院或高等法院，以訴狀展開訴訟追討損害賠償。然而，在法院就工傷補償及/或損害賠償展開法律行動，可能會涉及許多繁複的司法程序。這方面的法律及擬備所需文件的工作都非常專門。為保障本身權益，勞工處建議申索人應慎重考慮是否需要自費或通過法律援助委聘律師代表自己進行申索，或徵詢法律專業人士的意見。

## 特殊申請情況
如並無已知的有效保險單保障僱員對僱主提出的索償，在下列情況下，僱員可以向法院申請准許向管理局發出聲請補償的訴訟文件，猶如管理局是其僱主，惟僱員在提出申請前，須將申請一事通知管理局：
- 僱主的身分無法辨明或身分已辨明但無法尋獲；
- 僱主無力償債；
- 僱主已去世；如僱主是公司，該公司已解散、清盤或已在公司註冊記錄冊註銷；或
- 因任何理由以致無法向僱主送達訴訟文件。